# 1815 en architecture
| Années de l'architecture : 1812 - 1813 - 1814 - 1815 - 1816 - 1817 - 1818    |
| Décennies de l'architecture : 1780 - 1790 - 1800 - 1810 - 1820 - 1830 - 1840 |

Cet article présente les faits marquants de l'année 1815 en architecture.

## Réalisations
- Construction de Carneal House à Covington dans le Kentucky, le plus vieux bâtiment de la ville.

## Événements
- Des travaux sont entrepris pour transformer le pavillon de Brighton en une résidence royale. Le bâtiment est redessiné par John Nash dans un style d'inspiration indienne et chinoise (fin des travaux en 1822).

## Récompenses
- Prix de Rome : Pierre Anne Dedreux.

## Décès
- 14 février : Paul Ludwig Simon, architecte allemand († 12 janvier 1771).